# Kesänkijärvi
Kesänkijärvi är en sjö i Finland. Den ligger i kommunen Kolari i landskapet Lappland, i den norra delen av landet, 800 km norr om huvudstaden Helsingfors. Kesänkijärvi ligger 218,6 meter över havet. Trakten runt Kesänkijärvi består i huvudsak av gräsmarker. Arean är 47,9 hektar och strandlinjen är 4,15 kilometer lång. Sjön  ingår i Torne älvs huvudavrinningsområde. 